# 6.ª Brigada de Infantería Sana del Ejército de la República Srpska
La 6.ª Brigada de Infantería Sana del Ejército de la Republika Srpska (Vojska Republike Srpske - VRS) fue una gran unidad de combate dependiente de la 10.ª División, parte del Ier Cuerpo de la Krajina del VRS que combatió durante la Guerra de Bosnia (1992/95). 
Su nombre original, era 6.ª Brigada Partisana (clase R) también fue parte de la 10.ª División Partisana. Su asiento de paz y lugar de movilización se encontraba en Sanski Most. Como brigada partisana, pertenecía a las Fuerzas de Defensa Territorial (Teritorijalna odbrana - TO) de Bosnia y, como tal, debía ser empleada localmente. Sin embargo, en octubre de 1991 durante la Guerra de Croacia, fue desplegada en el área de Jasenovac, Croacia bajo el comando del Vto Cuerpo de Banja Luka del Ejército Popular Yugoslavo (JNA).
Luchó en la mayoría de los campos de combate bosnios, desde la Krajina hasta Bosnia Oriental.
La cantidad de bajas durante las guerras varía según la fuente: 359 / 472 / 470 combatientes murieron, 71 de ellos por accidentes y 1.325 fueron heridos, de los cuales 332 lo fueron gravemente.
Luego de la Guerra en Bosnia fue desmovilizada.

## Historia de guerra

### 1991. Guerra de Croacia
Con el incremento de las tensiones interétnicas, la brigada fue movilizada el 17 de septiembre. Solo los serbios se presentaron al llamado junto con un número muy reducido de musulmanes y croatas ya que sus comunidades se rehusaron a la movilización
Colocada bajo la estructura del JNA, su sector asignado fue en el norte de Bosnia y en Eslavonia Occidental, donde arribó a inicios de octubre. Debido a que el puente ferroviario sobre el río Sava de Jasenovac, fue demolido por orden del comandante de la 10.ª División Partisana, la brigada hizo la marcha pasando por Hrvatska Dubica - Kostajnica - Bosanska Dubica - Orahova, cruzando el río en Mlaka. El 8 de octubre ingresó a Jasenovac junto con otras unidades. En ese lugar, el 17 de octubre la Brigada sufrió el primer muerto por fuego de artillería.
Su situación de personal al inicio de la guerra era muy mala. El nuevo comandante de la brigada informó el 1 de noviembre, que al momento de hacerse cargo, la situación de carencias eran preocupantes: personal escaso, sin licencias, conducta impropia, alcoholismo, roces entre la tropa y los oficiales y falta de motivación. Al poco tiempo comenzaron a llegar refuerzos de efectivos desde Sanski Most a sus dos batallones desplegados.
El 29 de noviembre, la brigada realizó un ataque sorpresivo sobre tropas croatas en el área de Drenov Bok y Krapje, al oeste de Jasenovac. Como resultado murieron 18 croatas, sin producirse bajas en las tropas yugoslavas.
En la primera mitad de diciembre, la TO de Sanski Most fue tomada por el SDA (bosníaco). Ello provocó que se incrementen los voluntarios serbios para la brigada y se aceleraran las medidas para armar a los miembros de esa etnia.
Su despliegue en ambas márgenes del Sava se prolongó hasta el inicio de abril, habiendo sufrido 8 muertos en combate. El sector de responsabilidad fue asumido por la 11.ª Brigada Partisana y el Destacamento TO Bosanska Dubica.

### 1992. Guerra de Bosnia
El 1 de abril, la brigada recibió su orden de despliegue ante la situación política y de seguridad en Bosnia, especialmente en el área de Sanski Most, Prijedor, Ključ, Mrkonjić Grad y Šipovo). Para ello la 10.ª División Partisana debía enviar la 6.ª Brigada que se encontraba en las aldeas de Draksenić - Demirovac - Jošik (unos 10 km al sur de Jasenovac) al área de Sanski Most - Kamengrad - Dabar con las tareas de lograr el control total del territorio, prevenir conflictos interétnicos, establecer bloqueos de carreteras y asegurar la infraestructura de mayor importancia. Su acción inicial tendría dos modos: armar a los serbios y persuadir y negociar con croatas y musulmanes para que permanezcan leales a Yugoslavia.
Al arribo, el comando fue alojado en Lušci Palanka; el 1er batallón en Dabar; el segundo en Milin Birt y el tercero en Miljevci. El 20 de abril, se le asignó a la brigada la custodia de las instalaciones críticas del municipio. Para el 10 de mayo aún se encontraban en proximidades de Novi Grad (Rudica e Ivanjska) elementos de la brigada.
Entre el 7 y 10 de mayo, parte de la brigada participó en la toma de Ključ sin pérdidas para los serbios.
Con el repliegue del JNA de Bosnia, oficialmente el 12 de mayo de 1992, la brigada dejó de ser parte de esa fuerza y pasó a integrar el Ejército de la República Srpska (VRS) como Sexta Brigada de Infantería Sana (Šesta sanska pješadijska brigada).
Del 15 al 20 de mayo, elementos de la brigada tomaron el armamento del depósito de Grabež. Entre el 22 y 25, parte de la brigada luchó para la ocupación de Bosanska Krupa. Entre el 22 y 25 de mayo, otra parte de la brigada combatió en la municipalidad de Prijedor (Hambarine, Kozaruša y Kozarac)
El 25 de mayo comenzó a combatir en los suburbios de Sanski Most (Mahlala). Ese día, los serbios bombardearon y tomaron la ciudad cometiendo asesinatos a gran escala. Se estima que durante 1992 unos 1.500 no serbios fueron asesinados en el municipio, incluidas unas 30 mujeres y niños en la aldea de Hrustovo y 28 personas en el puente Vrhpolje. Cientos de civiles bosnios musulmanes y bosnios croatas fueron arrestados y confinados en centros de detención en todo el municipio, como el campamento Betonirka, donde fueron obligados a entrar en celdas de tres por cinco metros sin ventilación, camas o inodoros, y se les dio de comer alimentos contaminados. También fueron sometidos a palizas con patas de silla, cañones de armas, porras y otros objetos, y fueron obligados a golpear a otros detenidos. Como resultado, muchas personas resultaron gravemente heridas, desfiguradas o asesinadas. La lucha, que tuvo por objetivo desarmar las milicias musulmanas de la municipalidad, terminó el 4 de junio.
El 1 de junio, el comandante de la brigada difundió una orden secreta y muy estricta a toda sus tropas para mejorar la disciplina y reconociendo comportamientos impropios con la población civil. Estableció que todos aquellos soldados indisciplinados, alcohólicos, que cometieron genocidio o que incendiaron casas fuera de combate deben ser expulsados inmediatamente de las filas. Prohibió los abusos en el trato de los prisioneros y el ingreso o presencia de tropas o paramilitares ajenos a la brigada. Estableció una corte militar dentro de la unidad.
El 8 de junio fue desmantelada la TO serbia de Sanski Most. Estaba integrada por el 1.er y 2.º Batallones Serbios que fueron renombrados como 10 y 11 e integrados en la brigada.
El 10 de junio, el Comando de Ier Cuerpo VRS impartió la orden de defensa y seguridad y acciones ofensivas en su territorio. La brigada debía mantener sus posiciones defensivas en Eslavonia Occidental mientras que el Grupo Táctico Prijedor (parte de la Br 343; la Br 6 y unidades recientemente formadas bajo el mando del jefe de Estado Mayor de la Br 343) debía establecer el comando y control de todas las unidades, mantener abiertos los caminos de Prijedor - Banja Luka y Ključ - Sanski Most - Prijedor y eliminar focos de crisis.
El 18 de junio, el comandante impartió una orden para desplegar sus unidades en la línea de Miloševići - Grujičići - Topići - Marjanovići - Kantari - Koprivna - Stari Majdan - Stara Rijeka - Atlije - Ljubija para evitar el repliegue de fuerzas musulmanes en el área, destruirlas y capturar los hombres aptos para el combate.
El 21 de junio, una fuerza de 702 miembros extraídos de distintas unidades fue enviada hacia el noreste de Bosnia, a participar de la Operación Corredor. El 15 de julio regresó a su base. El resto del batallón continuó combatiendo en los alrededores de Sanski Most: 22/27 de junio en los alrededores de Gornja Sanica; el 8 / 11 de junio la mayor parte de la brigada combatió en los alrededores de Grabež; parte de la gran unidad luchó en Večići junto con la 122 de Kotor Varoš; 23 / 25 de julio en el eje Prijedor - Sanski Most y Ljubija.
Entre el 24 y 25 de julio, miembros de la brigada se encontraban presentes en Briševo donde fueron asesinados 68 civiles bosniocroatas y sus propiedades saqueadas e incendiadas. El comandante del 6.º Batallón, Mićo Praštalo se suicidó en noviembre de 2018 cuando estaba siendo enjuiciado en la Corte Estatal de Sarajevo por crímenes en las municipalidades de Sanski Most, Prijedor y Ključ.
Otro batallón (420 hombres), conformado con partes de otros batallones, fue enviado el 1 de agosto a la línea Škugrić - Ploče en el frente de Gradačac. Su reemplazo llegó el 18 de ese mes con personal de la brigada.
Un nuevo batallón fue formado con personal provenientes de las unidades para ser enviado el 7 de agosto hasta el 8 de septiembre a Novi Grad. Del 10 al 29 de agosto, una batallón formado para la ocasión es mandado a Vlašić, en el área de Vitovlje.
El 28 de agosto, el puesto de mando fue movido de Lušci Palanka a Sanski Most.

### 1993 y 1994. Guerra de Bosnia
A principios de 1993, dos batallones de la Brigada participaron en la defensa de Bratunac como parte de la Operación Cerska 93. En el otoño de 1994, un batallón de la brigada participó en la Operación Birch 94, y un mes después, una gran parte de la brigada participó en la Operación Escudo 94. Debido a la falta de personal en el Cuerpo de Drvar, un batallón de brigada fue sumado a la Brigada de Infantería Ligera de Petrovac.

### 1995. Guerra de Bosnia

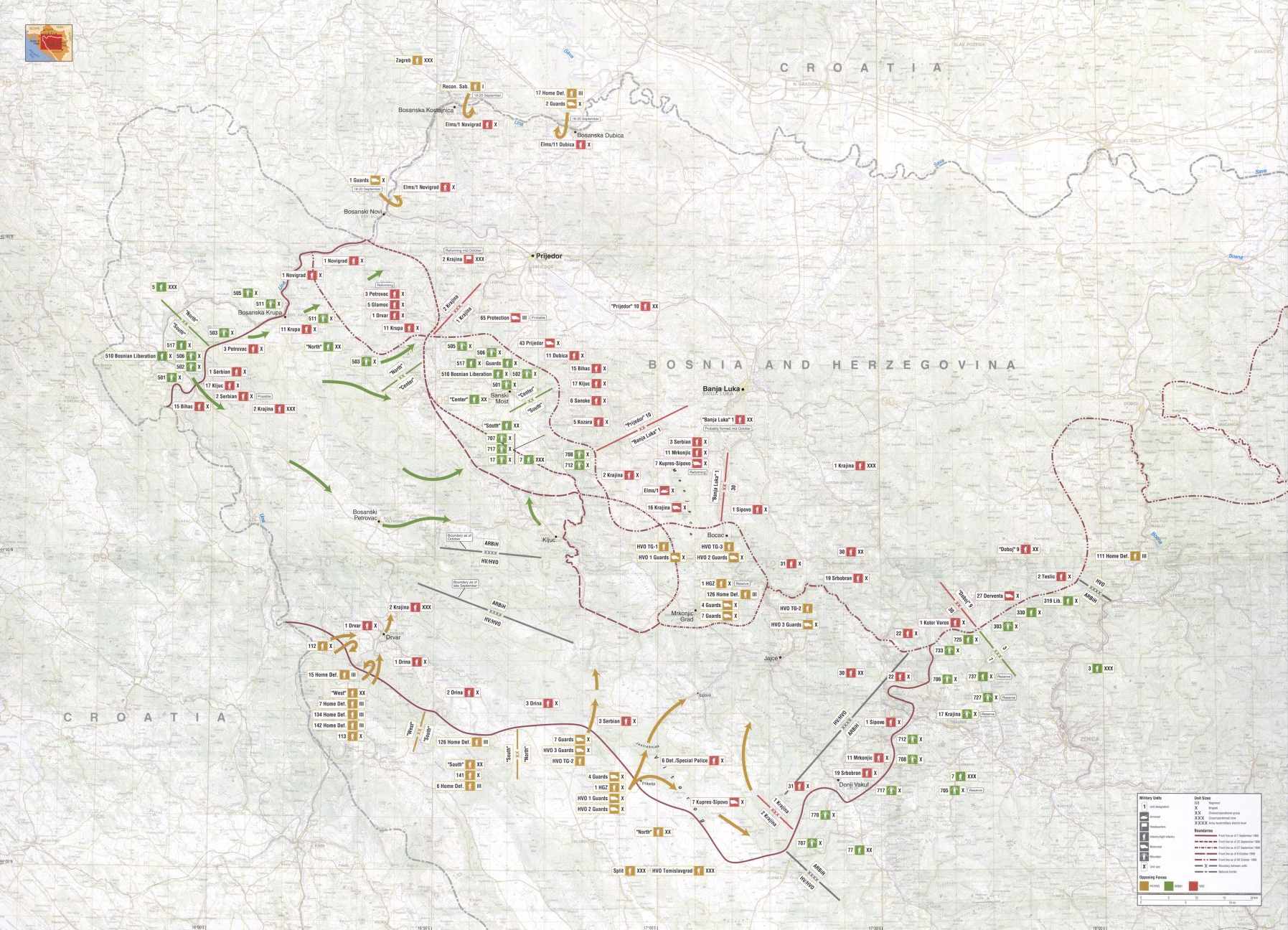
Eslavonia Occidental, septiembre - octubre de 1995.

La brigada tuvo sus momentos más difíciles en la segunda mitad de 1995. Luego de la Operación Oluja (o Tormenta) del Ejército Croata (HV), el municipio estuvo amenazado por todas partes. La brigada fue enviada al área después del colapso del Cuerpo Drvar a raíz de la operación combinada croata-musulmana Mistral de mediados de septiembre. La Brigada, junto con otras unidades VRS, inicialmente, rechazó con éxito las unidades del 5.° y 7.° Cuerpos de la Armija.
A inicios de octubre, la brigada se encontraba desplegada en proximidades de Sanski Most. El 6 de octubre, la 16. Brigada de la Krajina fue enviada al sector de Doboj, el cual estaba en una situación crítica. Dos días después, las fuerzas croatas conquistaron Mrkonjic Grad, razón por la cual todas las unidades VRS (especialmente el 65º Regimiento de Protección) al noroeste de la ciudad pasaron a una posición muy difícil. Posteriormente, las unidades Armija ingresaron a Sanski Most el 10 de octubre
El 11 recibió la orden de atacar en el eje Jelašinovci - Sanica con el objeto de contribuir en la detención del avance del HV, HVO y Armija en el sector. El 12 comenzó a regir el alto al fuego.

## Orden de Batalla

### Organización
En octubre, mientras la brigada se encontraba recientemente arribada a Jasenovac, contaba con dos batallones. El 24 de diciembre se creó el tercero.
Durante su despliegue en la zona de Jasenovac, la brigada contó con un comando de brigada; tres batallones de infantería; una sección de ingenieros; una sección de exploración; una batería de morteros 120mm; una batería liviana de lanzadores de cohetes 128mm; una sección antiaérea ligera; una compañía logística; una sección comunicaciones; una sección policía militar.
Con el incremento de efectivos, en mayo de 1992 contaba con once batallones. Entonces se le agregó otra sección de morteros 120mm, una batería de cañones B-1 76 mm; una sección de obuses M1942 (ZiS-3) 76 mm; una sección antitanque misiles hiloguiados POLK 9k-11; se reforzó la sección antiaérea liviana.
Ante los problemas de comando y control que tenía la brigada para destacar fracciones fuera del municipio de Sanski Most, mediados de septiembre fue reestructurada y los 11 batallones fueron transformados en 6. Pasó a comprender un cuartel general; una sección de ingenieros; una sección de exploración; una batería de morteros 120 mm; una batería liviana de lanzadores de cohetes 128 mm; una batería de cañones B-1; una batería de misiles hiloguiados; una sección antiaérea ligera; una compañía logística; una sección comunicaciones y una sección policía militar.

### Efectivos
En febrero de 1992, la brigada desplegada contaba con 1400 personas, sin contar con la compañía TO de Bosanska Dubica. Al poco de arribar a Sanski Most en abril de 1992, incrementó considerablemente sus efectivos. En mayo tenía 3.907 miembros.

### Personalidades
El 29 de octubre de 1991, se hizo cargo del comando de la brigada, el coronel Branko Basara. Basara se encontraba en situación de retiro desde abril y fue llamado nuevamente al servicio activo. Reemplazó al capitán de primera clase Dragan Krsmanović.
A mediados de diciembre de 1992, Basara fue reemplazado por el Coronel Nikola Kajtez. Basara solicitó el pase a retiro aduciendo problemas de salud.

## Enlaces relacionados
- Ejército de la Republika Srpska.
- 1.° Cuerpo de la Krajina del Ejército de la Republika Srpska
- Orden de Batalla de las Fuerzas de Defensa Territorial de la Región Autónoma Serbia de Eslavonia Occidental.
- 5.º Cuerpo del Ejército Popular Yugoslavo.
- 2.ª Brigada Partisana del JNA o 2.ª Brigada de la Krajina.
- 5.ª Brigada Partisana del JNA o 5.ª Brigada de Infantería Ligera de la Krajina.
- 343.ª Brigada Motorizada del JNA o 43.ª Brigada Motorizada del Ejército de la República Srpska.
- Matanza en Briševo en julio de 1992.